# John Ross Bowie
John Ross Bowie (n. 30 mai 1971, New York City, New York, SUA) este un actor și comic american. Este cunoscut pentru rolurile lui Barry Kripke în Teoria Big Bang și Jimmy DiMeo în Speechless⁠(d).

## Cariera
A apărut în What the Bleep Do We Know!?[nefuncțională]
 alături de Marlee Matlin și a avut roluri episodice în seriale precum Reno 911!, Larry David, inamicul public nr. 1⁠(d), Bucurie și Noroc Charlie. În martie 2011, a apărut într-o serie de reclame pentru Ford Motor Company.
Bowie susține deseori spectacole de comedie în cadrul teatrului Upright Citizens Brigade⁠(d) (UCBT) din New York și Los Angeles. La UCBT, a fost membrul grupului „The Naked Babies” împreună cu comicii Rob Corddry⁠(d), Seth Morris⁠(d) și Brian Huskey⁠(d). A avut un rol episodic în serialul Adult Swim Childrens Hospital⁠(d). Fost membru al trupei pop punk newyorkeze Egghead⁠(d), a lucrat împreună cu Kevin Sussman, coleg pe platourile de filmare ale serialului Teoria Big Bang, pentru a crea două seriale de televiziune intitulate The Ever After Part și The Second Coming of Rob.
Bowie a redactat articole pentru Go Metric, The New York Press⁠(d) și a scris o lucrare despre filmul cult Școala tinerilor asasini⁠(d). 

## Viața personală
Părinții săi, ambii decedați, au fost Bruce și Eileen Bryan Bowie (1942–2018). Este căsătorit cu actrița Jamie Denbo⁠(d). Cei doi au împreună o fiică și un fiu.
A absolvit liceul Bayard Rustin pentru Științe Umaniste⁠(d) în 1989 și are o licență în limba engleză obținută la Ithaca College⁠(d).

## Filmografie

### Filme
| An   | Titlu                                 | Rol                   | Note             |
| ---- | ------------------------------------- | --------------------- | ---------------- |
| 2000 | Road Trip                             | Waiter                |                  |
| 2004 | Blackballed: The Bobby Dukes Story    | Daniel Benjamin       |                  |
| 2004 | What the Bleep Do We Know!?           | Elliot                |                  |
| 2005 | Life of the Party                     | Bert                  |                  |
| 2006 | The Santa Clause 3: The Escape Clause | Rory                  |                  |
| 2007 | Because I Said So                     | Cute Food Spewing Guy |                  |
| 2008 | Sex Drive                             | Dr. Clark Teddescoe   |                  |
| 2009 | He's Just Not That Into You           | Dan the Wiccan        |                  |
| 2010 | Fully Loaded                          | Richard               |                  |
| 2013 | iSteve                                | John Sculley          | Film pe Internet |
| 2013 | The Heat                              | FBI Agent             |                  |
| 2016 | Pet                                   | Jessup                |                  |
| 2016 | Between Us                            | Patritzio             |                  |
| 2019 | Jumanji: The Next Level               | Cavendish             |                  |
| 2020 | Bad Therapy                           | Nick                  |                  |

### Seriale
| An              | Titlu                           | Rol                                          | Note                                                                      |
| --------------- | ------------------------------- | -------------------------------------------- | ------------------------------------------------------------------------- |
| 1999–2000       | Upright Citizens Brigade        | Various                                      | 3 episoade                                                                |
| 2001            | Undeclared                      | Television Presenter                         | Episodul: "Sick in the Head"                                              |
| 2003            | A.U.S.A.                        | Wally Berman                                 | 8 episoade                                                                |
| 2004            | Happy Family                    | CocoNate                                     | Episodul: "The Juicer"                                                    |
| 2004            | Joan of Arcadia                 | Mr. Campbell                                 | Episodul: "Do the Math"                                                   |
| 2004            | CSI: NY                         | Lester Jayne                                 | Episodul: "American Dreamers"                                             |
| 2004            | Charmed                         | Marcus                                       | Episodul: "Once in a Blue Moon"                                           |
| 2004            | Kevin Hill                      | Wayne Ellis                                  | Episodul: "Making the Grade"                                              |
| 2004            | Girlfriends                     | Ian Greenfield                               | Episodul: "Porn to Write"                                                 |
| 2005            | Las Vegas                       | Adam Clemo                                   | Episodul: "Hit Me!"                                                       |
| 2005            | Cheap Seats: Without Ron Parker | Client                                       | Episodul: "1995 SuperDogs! Superjocks!"                                   |
| 2005–2008       | Reno 911!                       | Various characters                           | 4 episoade                                                                |
| 2006            | Psych                           | George Cheslow                               | Episodul: "Weekend Warriors"                                              |
| 2007            | Heroes                          | Attorney                                     | Episodul: "Godsend"                                                       |
| 2007            | CSI: Crime Scene Investigation  | Peter Ellis                                  | Episodul: "A La Cart"                                                     |
| 2008            | Monk                            | Tom Donovan                                  | Episodul: "Mr. Monk Joins a Cult"                                         |
| 2008            | The Mighty B!                   | Integritone 2 (voce)                         | 2 episoade; scenarist                                                     |
| 2008            | Worst Week                      | Rob                                          | Episodul: "The Apartment"                                                 |
| 2009            | Wizards Of Waverly Place        | Simon                                        | Episodul: "Fairy Tale"                                                    |
| 2009            | Trust Me                        |                                              | Episodul: "Way Beyond the Call"                                           |
| 2009            | Family Guy                      | Personaj fără nume în Shoving Buddies (voce) | Episodul: "Peter's Progress"                                              |
| 2009            | Curb Your Enthusiasm            | John Fowler                                  | Episodul: "Denise Handicapped"                                            |
| 2009            | Glee                            | Dennis                                       | Episodul: "Mattress"                                                      |
| 2009; 2011–2019 | The Big Bang Theory             | Barry Kripke                                 | Rol episodic (25 de episoade)                                             |
| 2010            | Party Down                      | Stuart                                       | Episodul: "Constance Carmell Wedding"                                     |
| 2010            | The Glades                      | Joe Thomas                                   | Episodul: "Doppelganger"                                                  |
| 2010            | Weeds                           | Contest Organiser                            | Episodul: "Pinwheels and Whirligigs"                                      |
| 2010            | Melissa & Joey                  | Lewis Scanlon                                | Episodul: "A Fright in the Attic"                                         |
| 2010–2011       | Childrens Hospital              | Dr. Max von Sydow                            | 4 episoade                                                                |
| 2010–2013       | Good Luck Charlie               | Walter                                       | 2 episoade                                                                |
| 2011            | The Glee Project                | Dennis                                       | Episodul: "Individuality"                                                 |
| 2011            | State of Georgia                | Professor                                    | Episodul: "Pilot"                                                         |
| 2011            | Burn Notice                     | Paul Burkowski                               | Episodul: "No Good Deed"                                                  |
| 2011            | Bones                           | Lawrence Deighton                            | Episodul: "The Prince in the Plastic"                                     |
| 2012            | House of Lies                   | Spalding Winter                              | Episodul: "Microphallus"                                                  |
| 2012            | Happy Endings                   | Michael                                      | Episodul: "You Snooze, You Bruise"                                        |
| 2012            | Retired at 35                   | Jared                                        | 7 episoade                                                                |
| 2012            | The League                      | Dr. Pete Wyland                              | Episodul: "Bro-Lo El Cordero"                                             |
| 2012–2014       | The Exes                        | Jeff                                         | 2 episoade                                                                |
| 2013            | Whitney                         | Eddie                                        | Episodul: "Two Broke Hearts"                                              |
| 2013            | Brooklyn Nine-Nine              | Sister Steve                                 | Episodul: "Halloween"                                                     |
| 2013–2015       | Sofia the First                 | Sven the Seahorse (voce)                     | 2 episoade                                                                |
| 2014            | Episodes                        | Psychiatrist                                 | 5 episoade                                                                |
| 2014            | About a Boy                     | Fiona's Male Boss                            | Episodul: "About a Buble"                                                 |
| 2014            | Riot                            | Competitor                                   | Rol principal                                                             |
| 2014            | Hot in Cleveland                | Benny                                        | Episodul: "Undercover Lovers"                                             |
| 2014            | Newsreaders                     | Pat Fenis                                    | Episodul: "Roswell, New Mexico; Skip Goes to a Wedding"                   |
| 2014            | The Wrong Mans                  | David Kinsman                                | 4 episoade                                                                |
| 2014–2015       | Chasing Life                    | Paul Peters                                  | 7 episoade                                                                |
| 2014–2016       | @midnight                       | Himself                                      | 2 episoade                                                                |
| 2015            | Marry Me                        | What's-His-Name                              | Episodul: "Test Me"                                                       |
| 2015            | Fresh Off the Boat              | Lance                                        | Episodul: "We Done Son"                                                   |
| 2016            | Love                            | Rob                                          | Episodul: "It Begins"                                                     |
| 2016            | Veep                            | Focus Group Member                           | Episodul: "C**tgate"                                                      |
| 2016–2019       | Speechless                      | Jimmy DiMeo                                  | Rol principal                                                             |
| 2017            | Death in Paradise               | Tyler McCarthy                               | Episodul: "In the Footsteps of a Killer"                                  |
| 2017            | I'm Sorry                       |                                              | Episodul: "Butt Bumpers"                                                  |
| 2018            | Big Hero 6: The Series          | Dr. Mel Meyers (voce)                        | Episodul: "Aunt Cass Goes Out"                                            |
| 2019            | Milo Murphy's Law               | Loab (voce)                                  |                                                                           |
| 2019            | Carol's Second Act              | Gordon                                       | Episodul: "Therapy Dogs"                                                  |
| 2020            | The George Lucas Talk Show      | Himself                                      | Episodul: "COVID-1138: More American Willoweenie: The Battle for Elector" |
| 2021            | Generation                      | Patrick                                      | Rol episodic                                                              |
| 2021            | Feel Good                       | Scott                                        | Rol episodic                                                              |
| 2021            | United States of Al             | Professor Brett Williams                     | Rol episodic                                                              |